# Матушкин, Дмитрий Михайлович
Дмитрий Михайлович Матушкин (род. 1971, Удмуртия, РСФСР, СССР) — российский государственный деятель, юрист. Руководитель следственного управления Следственного комитета Российской Федерации по Пензенской области с 2018 по 2022 гг.. Почетный работник прокуратуры Российской Федерации. Почетный сотрудник Следственного комитета Российской Федерации. Генерал-майор юстиции (2019).

## Биография
Родился в 1971 году в Удмуртии.
Окончил юридический факультет Удмуртского государственного университета.
В 1992 году начал службу в органах прокуратуры.
Работал следователем, старшим следователем прокуратуры Октябрьского района Ижевска, старшим следователем и следователем по особо важным делам прокуратуры Удмуртии, заместителем прокуроров Октябрьского района и города Ижевска, начальником отдела по расследованию особо важных дел прокуратуры республики, возглавлял отдел по надзору за процессуальной деятельностью органов следствия и дознания следственного управления прокуратуры Удмуртии.
С 2007 по 2018 гг. состоял в должности первого заместителя руководителя следственного управления СКР по Республике Удмуртия.
Указом Президента РФ от 2 октября 2018 года назначен на должность руководителя управления Следственного комитета России по Пензенской области. 15 октября 2018 года к исполнению обязанностей.
Указом Президента России от 12 декабря 2019 года № 595 присвоено звание генерал-майора юстиции.
Указом Президента России от 18 апреля 2022 года освобожден от занимаемой должности в связи с выходом на пенсию по выслуге лет.

## Награды
- Медали «За безупречную службу» I, II и III степени (СК России);
- Медаль «За заслуги» (СК России);
- Медаль «За верность служебному долгу» (СК России);
- Медаль «300 лет первой следственной канцелярии» (СК России);
- Нагрудный знак «Почётный работник прокуратуры Российской Федерации»;
- Нагрудный знак «Почётный сотрудник Следственного комитета Российской Федерации»;
- звание «Заслуженный юрист Удмуртской Республики» (30 декабря 2011)[7].